# Jean-Marie Burguburu
 (février 2023).
Jean-Marie Burguburu est un avocat français, président de la Commission nationale consultative des droits de l'homme (CNCDH) depuis 2020,.

## Biographie
En février 2020, Jean-Marie Burguburu, ancien bâtonnier du barreau de Paris et ancien président du Conseil national des barreaux, est nommé par le gouvernement à la tête de la Commission nationale consultative des droits de l’homme (CNCDH).

## Prise de position
En 2023, la Ligue des droits de l'homme (LDH) accuse l'État d'avoir délibérément empêché les secours d'accéder aux blessés lors de la manifestation contre la construction d'une méga-bassine à Sainte-Soline le 25 mars. Ces informations sont ensuite contestées par la préfecture des Deux-Sèvres et par le directeur général de la Gendarmerie nationale,. Selon Le Point, « de nombreux témoignages » ont démontré la fausseté de cette affirmation et « que, jamais, le Samu n'avait été interdit d'accéder aux blessés par les forces de l'ordre ».
Jean-Marie Burguburu adresse le 7 avril un courrier à la Première ministre Élisabeth Borne pour défendre l'association. Peu après, la Licra, membre de la CNCDH, annonce se désolidariser de ce courrier envoyé notamment en son nom dont elle juge la rhétorique « radicale »,.

## Décorations
- Grand officier de la Légion d'honneur
- Chevalier de l'ordre du Mérite agricole (2007)[9]
- Officier de l'ordre des Arts et des Lettres